# 鄭凱文 (羽毛球運動員)
鄭凱文（2000年4月17日—），馬來西亞男子羽毛球運動員。

## 生涯
鄭凱文在15歲時曾因紀律問題遭到武吉加里爾體育學校開除，遭到開除的鄭凱文隨後加入了在吉隆坡的甲洞羽毛球俱樂部，並通過選拔賽成功加入到2017年世界青年羽毛球錦標賽的團體陣容當中。其後，鄭凱文在2019年3月再通過選拔賽重返國家隊重新展開羽球生涯。
2019年12月，鄭凱文與鄭宇駿以賽會四號種子的身份搭檔出戰孟加拉羽毛球國際挑戰賽的男子雙打項目，他們在決賽中以2比0擊退印度的阿琼·马塔蒂尔·拉马钱德兰/杜鲁夫·卡皮拉組合，成功奪下國際羽球職業生涯中的首座冠軍。2021年起鄭凱文改與萬煒聰合作搭檔，他們先後在波蘭羽毛球公開賽、西班牙羽毛球國際賽和愛爾蘭羽毛球公開賽奪下冠軍。鄭凱文也在西班牙羽毛球國際賽與張湄鑫合作出戰混合雙打項目，他們一路殺進決賽，並以2比1（21比15、13比21、21比19）戰勝賽會的三號種子、英格蘭的卡勒姆·亨明/杰西卡·皮尤組合，這也讓鄭凱文成為該賽事的雙料冠軍。
2022年1月，鄭凱文與萬煒聰以賽會八號種子的身份參與世界羽聯世界巡迴賽第五級別的賽義德·莫迪羽毛球國際賽，他們先在準決賽中以2比0戰勝四號種子、印度的阿琼·马塔蒂尔·拉马钱德兰/杜鲁夫·卡皮拉組合，闖進決賽。在決賽中，他們將面對東道主兼賽會六號種子克利什那·普拉萨德·加拉加/維什努·瓦爾丹·古德·潘賈拉的挑戰，他們以直落兩局拿下比賽，奪下了他們首座超級300賽冠軍。2022年2月，鄭凱文與萬煒聰以第三男雙入選亞洲羽毛球男子團體錦標賽陣容當中，在整個賽事中他們僅在小組賽對壘哈薩克出場一次。最終，馬來西亞以3比0完勝衛冕冠軍印尼，首度奪下亞洲羽毛球男子團體錦標賽的冠軍。

## 主要比賽成績
只列出曾進入準決賽的國際賽事成績：
| 年份   | 賽事                     | 公開賽級別 | 項目     | 拍檔         | 成績   |
| ------ | ------------------------ | ---------- | -------- | ------------ | ------ |
| 2017年 | 世界青年羽毛球錦標賽     | 其他       | 混合團體 | －           | 亞軍   |
| 2018年 | 毛里裘斯羽毛球國際賽     | 未來系列賽 | 男子單打 | －           | 準決賽 |
| 2018年 | 毛里裘斯羽毛球國際賽     | 未來系列賽 | 男子雙打 | Ng Yong Chai | 亞軍   |
| 2019年 | 孟加拉羽毛球國際挑戰賽   | 國際挑戰賽 | 男子雙打 | 鄭宇駿       | 冠軍   |
| 2021年 | 波蘭羽毛球公開賽         | 國際挑戰賽 | 男子雙打 | 萬煒聰       | 冠軍   |
| 2021年 | 西班牙羽毛球國際賽       | 國際挑戰賽 | 男子雙打 | 萬煒聰       | 冠軍   |
| 2021年 | 西班牙羽毛球國際賽       | 國際挑戰賽 | 混合雙打 | 張湄鑫       | 冠軍   |
| 2021年 | 蘇迪曼盃                 | 其他       | 混合團體 | －           | 季軍   |
| 2021年 | 捷克羽毛球公開賽         | 國際系列賽 | 男子雙打 | 萬煒聰       | 亞軍   |
| 2021年 | 比利時羽毛球國際賽       | 國際挑戰賽 | 男子雙打 | 萬煒聰       | 準決賽 |
| 2021年 | 愛爾蘭羽毛球公開賽       | 國際挑戰賽 | 男子雙打 | 萬煒聰       | 冠軍   |
| 2021年 | 威爾斯羽毛球國際賽       | 國際挑戰賽 | 男子雙打 | 萬煒聰       | 亞軍   |
| 2022年 | 賽義德·莫迪羽毛球國際賽  | 超級300賽  | 男子雙打 | 萬煒聰       | 冠軍   |
| 2022年 | 亞洲羽毛球團體錦標賽     | 其他       | 男子團體 | －           | 冠軍   |
| 2022年 | 東南亞運動會羽毛球比賽   | 其他       | 男子團體 | －           | 銀牌   |
| 2022年 | 台北羽毛球公開賽         | 超級300賽  | 男子雙打 | 萬煒聰       | 冠軍   |
| 2022年 | 馬來西亞羽毛球國際挑戰賽 | 國際挑戰賽 | 男子雙打 | 馬俊銘       | 準決賽 |
| 2023年 | 馬來西亞羽毛球大師賽     | 超級500賽  | 男子雙打 | 萬煒聰       | 亞軍   |
| 2023年 | 台北羽球公開賽           | 超級300賽  | 男子雙打 | 萬煒聰       | 冠軍   |
| 2023年 | 北極羽毛球公開賽         | 超級500賽  | 男子雙打 | 萬煒聰       | 亞軍   |
| 2024年 | 印尼羽毛球公開賽         | 超級1000賽 | 男子雙打 | 萬煒聰       | 亞軍   |
| 2025年 | 馬來西亞羽毛球公開賽     | 超級1000賽 | 男子雙打 | 萬煒聰       | 準決賽 |
| 2025年 | 印尼羽毛球大師賽         | 超級500賽  | 男子雙打 | 萬煒聰       | 冠軍   |
| 2025年 | 馬來西亞羽毛球大師賽     | 超級500賽  | 男子雙打 | 萬煒聰       | 冠軍   |
| 2025年 | 印尼羽毛球公開賽         | 超級1000賽 | 男子雙打 | 萬煒聰       | 準決賽 |

| 2007-2017年 | 首要超級賽 | 超級賽 | 黃金大獎賽 | 大獎賽 | 國際挑戰賽 | 國際系列賽 | 未來系列賽 | 其他 |

| 2018-2026年 | 總決賽 | 超級1000賽 | 超級750賽 | 超級500賽 | 超級300賽 | 超級100賽 | 國際挑戰賽 | 國際系列賽 | 未來系列賽 | 其他 |

### 奧運會和世錦賽參賽紀錄
|          | 搭檔   | 2023 |
| -------- | ------ | ---- |
| 男子雙打 | 萬煒聰 | 16強 |